# Diospyros clusiifolia
Diospyros clusiifolia là một loài thực vật có hoa trong họ Thị. Loài này được (Hiern) G.E. Schatz & Lowry mô tả khoa học đầu tiên.